# Brandweer Zone Kempen
Brandweer Zone Kempen (hulpverleningszone Antwerpen 5) is een van de 35 Belgische en een van de vijf Antwerpse hulpverleningszones. De zone ging officieel van start op 1 januari 2015 en verzorgt vanuit brandweerposten de brandweerzorg en medische hulpverlening (ambulance) in het zuidoosten van de provincie Antwerpen.

## Historiek
Naar aanleiding van de gasexplosie te Gellingen op 30 juli 2004 werd door de Belgische overheid gestart met het hervormen van de brandweer. Bij deze hervorming gingen de gemeentelijke brandweerkorpsen op in nieuwe structuren: de hulpverleningszones. Op 1 januari 2015 ontstonden de meeste nieuwe hulpverleningszones. De Brandweer Zone Kempen is een van deze hulpverleningszones en bestaat uit de voormalige korpsen van de gemeenten Balen, Geel, Grobbendonk, Herentals, Herenthout, Mol en Westerlo.

## Beschermingsgebied
Het beschermingsgebied van de Brandweer Zone Kempen beslaat ongeveer 730 km² en omvat 15 gemeenten die gezamenlijk een bevolking van ongeveer 260.000 inwoners vertegenwoordigen. De Brandweer Zone Kempen grenst aan de hulpverleningszones Taxandria, Brandweer Zone Rand, Hulpverleningszone Rivierenland, Hulpverleningszone Oost Vlaams-Brabant, Hulpverleningszone Zuid-West Limburg en Hulpverleningszone Noord-Limburg en aan  Nederland. De onderstaande lijst geeft een overzicht van de 15 gemeenten en hun kenmerken:
| Gemeente    | Bevolkingsaantal (01/01/2023) | Oppervlakte (in km²) |
| ----------- | ----------------------------- | -------------------- |
| Balen       | 23.308                        | 72,88                |
| Dessel      | 9.805                         | 27,03                |
| Geel        | 41.828                        | 109,85               |
| Grobbendonk | 11.519                        | 28,36                |
| Herentals   | 28.575                        | 48,56                |
| Herenthout  | 9.417                         | 23,55                |
| Herselt     | 14.805                        | 52,32                |
| Hulshout    | 10.564                        | 17,35                |
| Laakdal     | 16.707                        | 42,48                |
| Meerhout    | 10.348                        | 36,29                |
| Mol         | 38.159                        | 114,26               |
| Olen        | 12.689                        | 23,17                |
| Retie       | 11.841                        | 48,39                |
| Vorselaar   | 8.044                         | 27,62                |
| Westerlo    | 25.466                        | 55,13                |
| TOTAAL      | 273.075                       | 727,24               |

## Organisatie
De hulpverleningszone wordt bestuurd door het zonecollege dat is samengesteld uit vijf burgemeesters en de zonecommandant. De vijf burgemeesters die zetelen in het zonecollege zijn anno 2019:
- Vera Celis (Voorzitter, gemeente  Geel)
- Nele Geudens (Ondervoorzitter, gemeente Meerhout)
- Marianne Verhaert (Grobbendonk)
- Mien Van Olmen (Herentals)
- Patrick Geuens (Retie)[3]

Het zonecollege wordt gecontroleerd door de zoneraad die is samengesteld uit de burgemeesters van alle 15 gemeenten en de zonecommandant.
De zonecommandant staat in voor de operationele leiding over de hulpverleningszone. Anno 2015 is kolonel Koen Bollen, voormalig dienstchef van de Geelse brandweer, de zonecommandant. De 7 postoversten vormen samen met de financieel beheerder en de bestuurssecretaris het managementteam. Dit managementteam ondersteunt de zonecommandant bij de dagelijkse leiding van de hulpverleningszone. 
Adres van de brandweerzone (maatschappelijke zetel) is Stelenseweg 92, 2440 Geel.

## Retributiereglement
Het retributietarief van Brandweer zone Kempen is in alle gemeenten van de zone hetzelfde. Sommige interventies van de brandweer zijn gratis, voor andere moet de gebruiker betalen. Uiteraard blijven interventies voor de bestrijding van brand, ontploffing, rampen en andere situaties waarbij mensen in gevaar zijn gratis.
Het nieuwe retributiereglement is geldig vanaf 1 januari 2017. Dit is terug te vinden op de website van de zone.